# Liste des évêques et archevêques de Burgos
L'évêché est créé en 1075. En 1574, il est élevé en archidiocèse par Grégoire XIII.

## Évêques de Burgos (1075-1574)
- 1075-1082 : Simeón
- 1082-1096 : Gómez
- 1097-1114 : García Aznárez
- 1115-1118 : Pascual
- 1118-1139 : Simón
- 1139-1146 : Pedro Domínguez
- 1147-1156 : Víctor
- 1156-1181 : Pedro Pérez
- 1181-1200 : Marino Maté
- 1200-1202 : Mateo I
- 1203-1205 : Fernando González
- 1206-1211 : García Martínez de Contreras
- 1211-1212 : Juan Maté
- 1213-1238 : Maurice (es) (Mauricio)
- 1240-1246 : Juan
- 1246-1257 : Aparicio
- 1257-1259 : Mateo Reinal
- 1260-1267 : Martín González de Contreras
- 1268-1269 : Juan de Villahoz
- 1276-1280 : Gonzalo García Gudiel, nommé archevêque de Tolède
- 1280-1299 : Fernando de Covarrubias
- 1300-1310 : Pedro Rodríguez Quijada
- 1313-1327 : Gonzalo de Hinojosa
- 1327-1348 : García de Torres Sotoscueva
- 1348-13?? : Pedro
- 1351-13?? : Lope de Fontecha
- 1352-13?? : Juan Sánchez de las Roelas
- 1361-13?? : Juan
- 1362-1365 : Fernando de Vargas
- 1366-1380 : Domingo de Arroyuelo
- 1381-1382 : Juan García Manrique
- 1382-1394 : Gonzalo de Mena y Roelas
- 1394-1406 : Juan de Villacreces
- 1407-1413 : Juan Cabeza de Vaca
- 1413-1414 : Alfonso de Illescas
- 1415-1435 : Paul de Burgos
- 1435-1456 : Alonso García de Carthagène
- 1456-1495 : Luis de Acuña y Osorio
- 1495-1512 : Pascual de Ampudia (ou 1496-1512)
  - 1512-1514 : Jaime Serra i Cau (administrateur apostolique)
- 1514-1524 : Juan Rodríguez de Fonseca
- 1525-1527 : Antonio de Rojas Manrique (es)
- 1529-1537 : Íñigo López de Mendoza y Zúñiga
- 1537-1550 : Juan Álvarez y Alva de Toledo, nommé archevêque de Santiago de Compostelle
- 1550-1566 : Francisco Mendoza de Bobadilla
- 1567-1574 : Francisco Pacheco de Toledo

## Archevêques de Burgos (depuis 1574)
- 1574-1579 : Francisco Pacheco de Toledo
- 1580-1599 : Cristóbal Vela y Acuña
- 1600-1604 : Antonio Zapata y Cisneros
- 1604-1612 : Alfonso Manrique
- 1613-1629 : Fernando de Acevedo González (es)
- 1630-1631 : José González Villalobos
- 1631-1640 : Fernando de Andrade y Sotomayor
- 1640-1655 : Francisco Manso de Zúñiga
- ????-1657 : Juan Pérez Delgado
- 1658-1663 : Antonio Payno Osorio (es)
- 1663-1664 : Diego de Tejada y la Guardia
- 1665-1679 : Enrique de Peralta y Cárdenas
- 1680-1701 : Juan Fernández de Isla
- 1702 : Francisco de Borja y Ponce de León
- 1703-1704 : Fernando Manuel de Mejía
- 1705-1723 : Manuel Francisco Navarrete
- 1724-1728 : Lucas Conejero de Molina
- 1728-1741 : Manuel de Samaniego y Jaca
- 1741-1744 : Diego Felipe de Perea y Magdaleno
- 1744-1750 : Pedro de la Cuadra y Achica
- 1751-1757 : Juan Francisco Guillén Isso
- 1757-1761 : Onésimo de Salamanca y Zaldívar
- 1761-1764 : Francisco Díaz Santos Bullón
- 1764-1791 : José Javier Rodríguez de Arellano
- 1791-1797 : Juan Antonio de los Tucros
- 1797-1801 : Ramón José de Arce
  - 1801 : Juan Antonio López Cabrejas (élu)
- 1802-1822 : Manuel Cid y Monroy
- 1824-1825 : Fray Rafael de Vélez (es)
- 1825-1829 : Alonso Cañedo Vigil
- 1830-1832 : Joaquín López y Sicilia
- 1832-1840 : Ignacio Rives y Mayor
  - 1845-1847 : Severo Leonardo Andriani y Escofet (administrateur apostolique)
- 1847-1848 : Ramón Montero
- 1849-1857 : Cirilo Alameda y Brea, nommé archevêque de Tolède
- 1857-1867 : Fernando de la Puente y Primo de Rivera
- 1867-1882 : Anastasio Rodrigo Yusto
- 1883-1886 : Saturnino Fernández de Castro y de la Cotera
- 1886-1893 : Manuel Gómez Salazar y Lucio Villegas
- 1894-1909 : Gregorio María Aguirre y García, OFM
- 1909-1912 : Benito Murúa López
- 1913-1918 : José Cadena y Eleta
- 1919-1926 : Juan Benlloch y Vivó
- 1926-1927 : Pedro Segura y Sáenz, nommé archevêque de Tolède
- 1928-1944 : Manuel de Castro Alonso
- 1944-1963 : Luciano Pérez Platero (ou 1945-1963)
- 1964-1983 : Segundo García de la Sierra y Méndez
- 1983-1992 : Teodoro Cardenal Fernández
- 1992-2002 : Santiago Martínez Acebes
- 2002-2015 : Francisco Gil Hellín
- 2015-2020 : Fidel Herráez Vegas (es)
- depuis 2020 : Mario Iceta (es)